# Schiuma

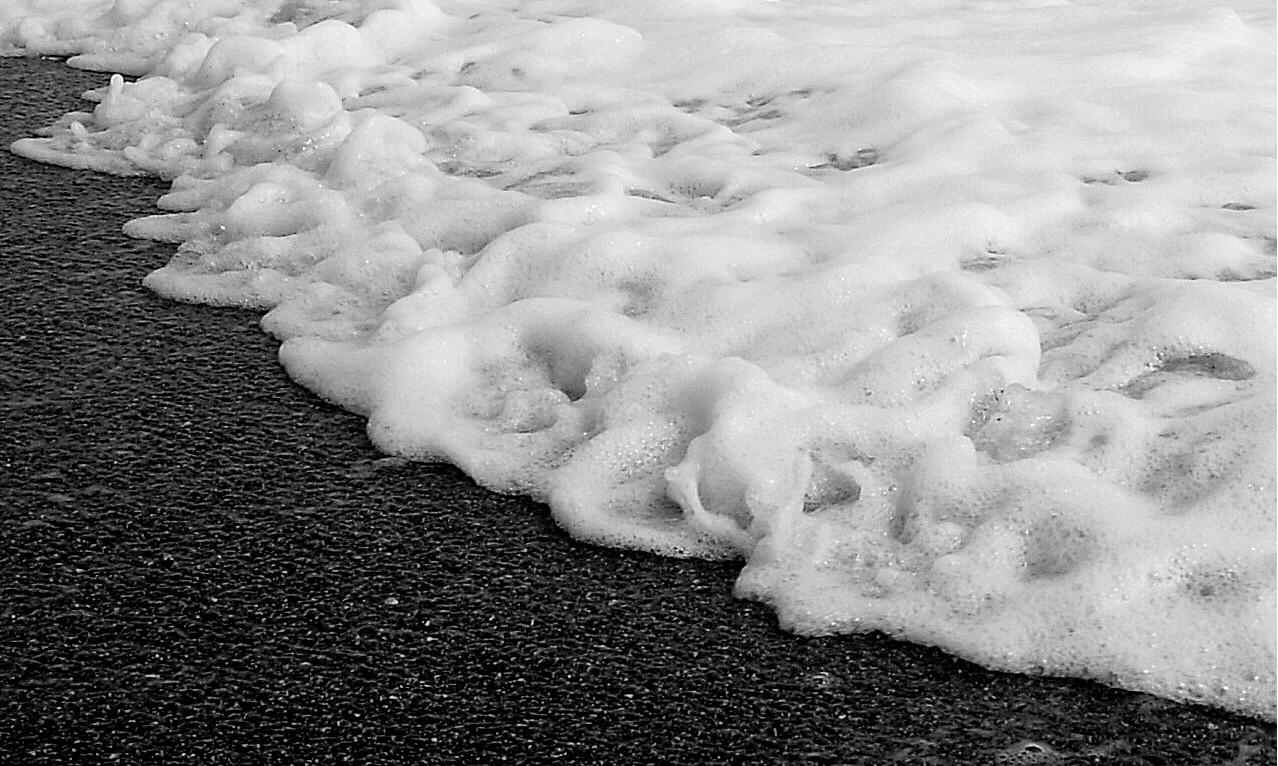
Schiuma marina

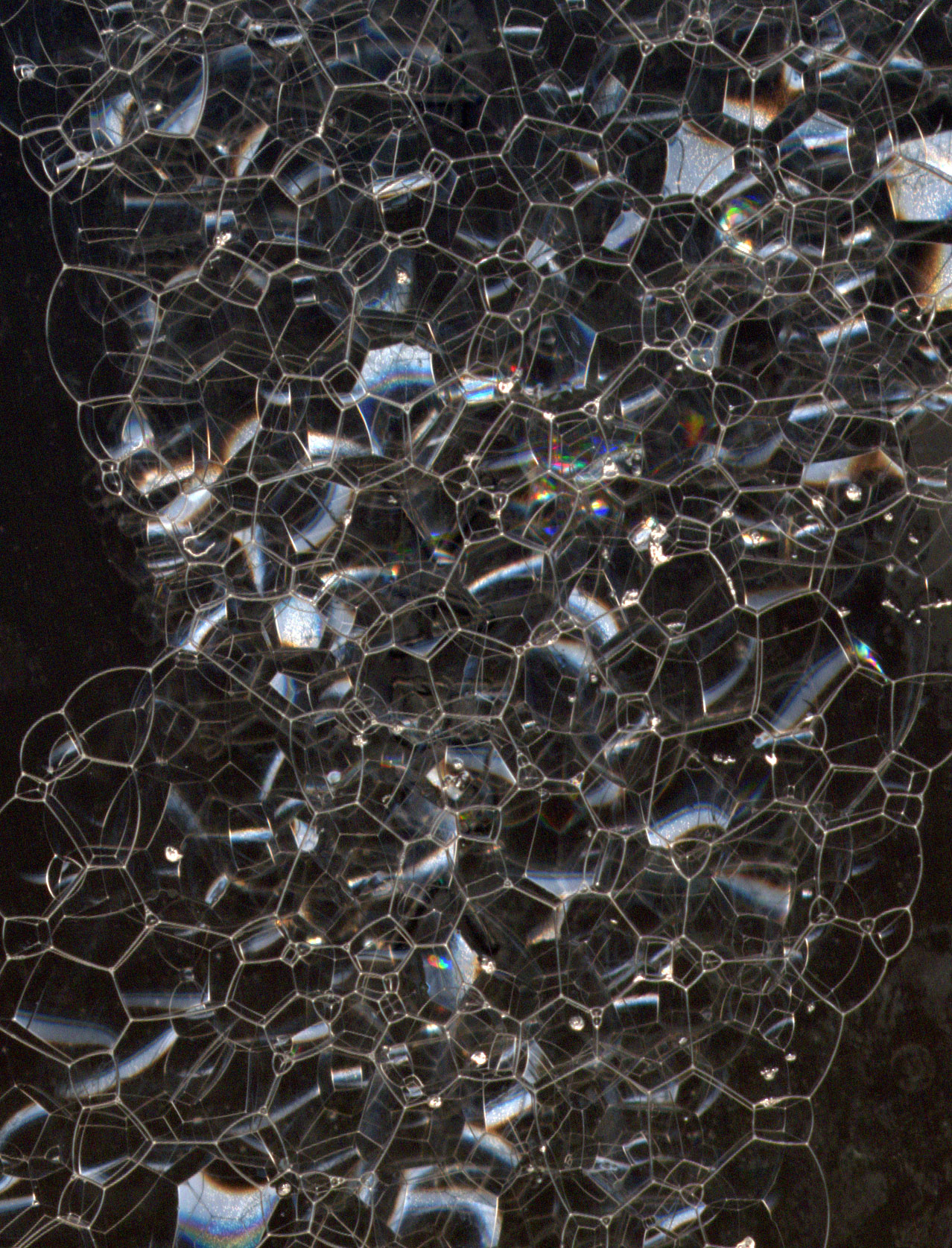
Schiuma di bolle di sapone

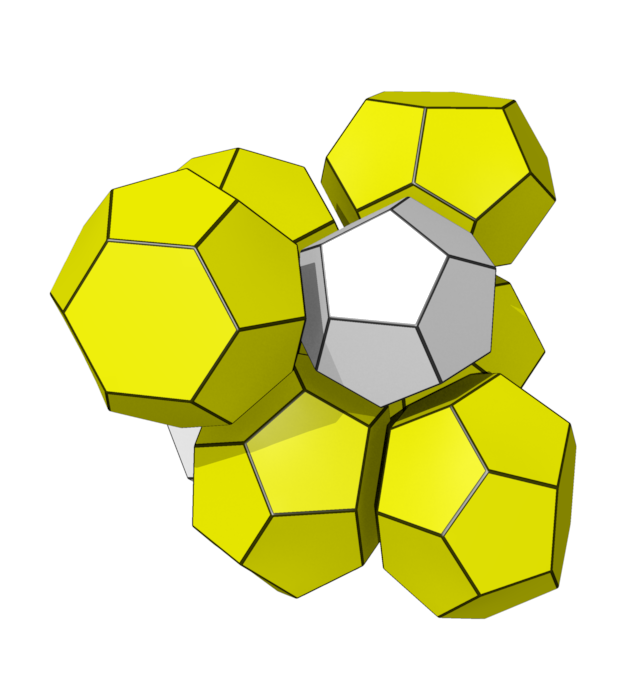
La struttura di Weaire-Phelan

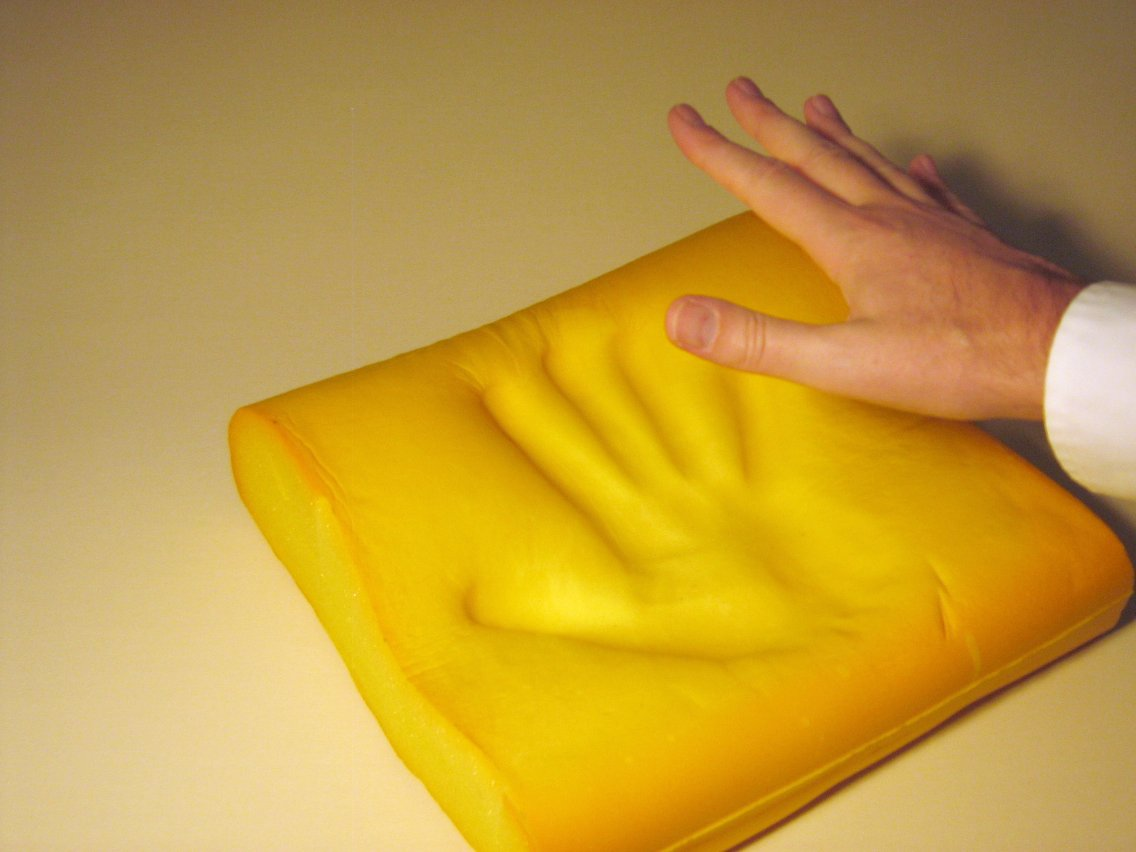
Memoria di forma di una schiuma solida

Una schiuma è una dispersione di un gas in un mezzo liquido, solido o gel. Si parla in particolare di schiuma liquida nel primo caso e di schiuma solida nel secondo caso. In alcuni casi le schiume presentano caratteristiche di dispersioni colloidali.
Le schiume sono ampiamente osservabili in natura e sono generalmente ottenute per dispersione meccanica della fase gassosa in una fase condensata. Ad esempio, il moto energico delle onde marine permette di inglobare all'interno dell'acqua (fase liquida) ingenti volumi di aria (fase gassosa) formando una schiuma vicino alla cresta dell'onda.
L'industria produce diverse tipologie di schiuma destinata a svariati usi, tramite insufflazione diretta di gas ad alta pressione o sfruttando agenti schiumogeni. Questi ultimi possono agire in due modi diversi: sono generalmente sostanze o che tendono a liberare gas in seguito a decomposizione o che tendono a diminuire la tensione superficiale (tensioattivi).
Schiume liquide vengono comunemente sfruttate in ambito cosmetico. Altre applicazioni riguardano ad esempio la lubrificazione, la pulizia e il trattamento anti-ossidante di parti metalliche. Gli estintori sfruttano una schiuma liquida per "soffocare" il fuoco e bloccare in tal modo un incendio. Tra le schiume solide, ben note sono ad esempio quella poliuretanica e il polistirene espanso, possiedono bassa densità e sono eccellenti isolanti termici. Grazie alla loro leggerezza e compressibilità sono ideali per l'imballaggio; trovano utilizzo anche come additivi utilizzati per la flottazione.
La schiuma rappresenta anche un sottoprodotto indesiderato di vari processi industriali, soprattutto nei casi in cui sono implicati processi biochimici (come nell'industria alimentare). Ad esempio, le proteine presenti in soluzione tendono a formare facilmente una schiuma in seguito ad agitazione meccanica o aerazione e ciò rappresenta un problema in quanto viene alterato lo scambio di ossigeno con la fase liquida, e ciò è un presupposto per l'instaurarsi di fenomeni fermentativi batterici. Al riguardo è possibile addizionare degli agenti anti-schiumogeni, per contrastare questo effetto.

## Struttura delle schiume
Le schiume reali possiedono tipicamente una struttura disordinata e al loro interno esiste una varietà di bolle di diversa dimensione. Lo studio teorico delle schiume ideali è strettamente legato ai concetti di riempimento spaziale e di superfici minimali. 

### Struttura di Weaire-Phelan
Gli irlandesi Denis Weaire e Robert Phelan nel 1993, sfruttando simulazioni al computer, elaborarono un modello geometrico ritenuto ottimale per la descrizione della partizione dello spazio in celle di eguale volume e con la minima estensione superficiale. Tale modello di struttura implica due tipi di celle di eguale volume: i tre quarti delle celle hanno la topologia di un tetracaidecaedro (poliedro con 14 facce) con 2 esagoni e 12 pentagoni con facce leggermente curvate, mentre le restanti hanno la topologia di un dodecaedro.

### Leggi di Plateau
1. I film di sapone sono costituiti da superfici interamente lisce.
2. La curvatura media di una porzione di film di sapone è sempre costante in ogni punto della stessa porzione di film.
3. I film di sapone si incontrano sempre a tre a tre e lo fanno a un angolo di 120°, formando un bordo chiamato bordo di Plateau.
4. Questi bordi di Plateau si incontrano quattro a quattro a un angolo di circa 109,47° per formare un vertice.

Le strutture che non rispettano le leggi di Plateau sono instabili e tendono rapidamente al riarrangiamento.

### Schiume solide
Le schiume solide, in relazione alla struttura dei loro pori, si possono suddividere in due tipi. Il primo tipo è detto schiuma strutturata a "cella aperta" e contiene pori interconnessi l'uno all'altro a formare una rete di interconnessione. Il secondo tipo di schiuma non contiene pori interconnessi ed è detta schiuma a "cella chiusa".

### Uso crescente della schiuma nelle principali industrie di uso finale
Le principali industrie che richiedono schiuma includono edilizia e costruzioni, imballaggi, automobili e mobili e biancheria da letto.
La schiuma viene utilizzata nell'edilizia e nel settore edile per forgiatura, tubi nel tubo, porte, pannelli per tetti e lastre. La schiuma PU è ampiamente utilizzata per l'isolamento interno di pareti o tetti in immobili residenziali e commerciali. Il materiale in polistirene estruso viene utilizzato anche nell'artigianato e nella costruzione di modelli architettonici. L'EPS è un materiale eccellente per l'edilizia e l'edilizia, in quanto è leggero ma rigido con un buon isolamento termico e un'elevata resistenza agli urti.
L'imballaggio è necessario per la sicurezza e l'isolamento di tutti i tipi di materiali, in particolare nell'industria alimentare e nel settore degli acquisti online (materiali spedibili). Con la crescente consapevolezza della sicurezza, della qualità e del mantenimento delle proprietà fisiche di un prodotto, l'uso della schiuma negli imballaggi è in aumento.